# Raginarius de Vannes
Raginarius ou  Renier (floruit IXe siècle) est un ecclésiastique qui fut évêque de Vannes vers 821-838 

## Contexte
Après la révolte de Morvan des évêques favorables au pouvoir franc furent placés  à la tête des diocèses comme le franc Raghener (Raginarius) ou Rénier à Vannes 
Raghener qui entretenait de bons rapports avec le comte Gui II de Vannes et le jeune Nominoë, avait choisi comme archidiacre le breton Conwoïon. Mais comme le comte de Nantes Ricuin, il s'oppose à lui lorsqu'il sollicite en octobre 832 de l'Empereur Louis le Pieux l'autorisation de s'établir à Redon. Il souscrit toutefois la concession de Nominoë du 18 juin 834 qui précède le diplôme de l'Empereur, donnant à la future abbaye la paroisse de Bains et le bourg de Langon Raginarius gouverne le diocèse jusqu'en 838

## Sources
- Liste officielle des prélats du diocèse de Vannes de l'Église catholique Diocèse de Vannes Liste chronologique des Évêques de Vannes.
- Arthur de La Borderie, Histoire de la Bretagne, vol. II, Mayenne, Joseph Floch (réédition), 1975, 556 p., p. 33,35,52,53,267
- Noël-Yves Tonnerre, Naissance de la Bretagne, Angers, Presses de l'Université d'Angers, 1994, 621 p. (ISBN 978-2903075583), p. 79